# Copa de Baden

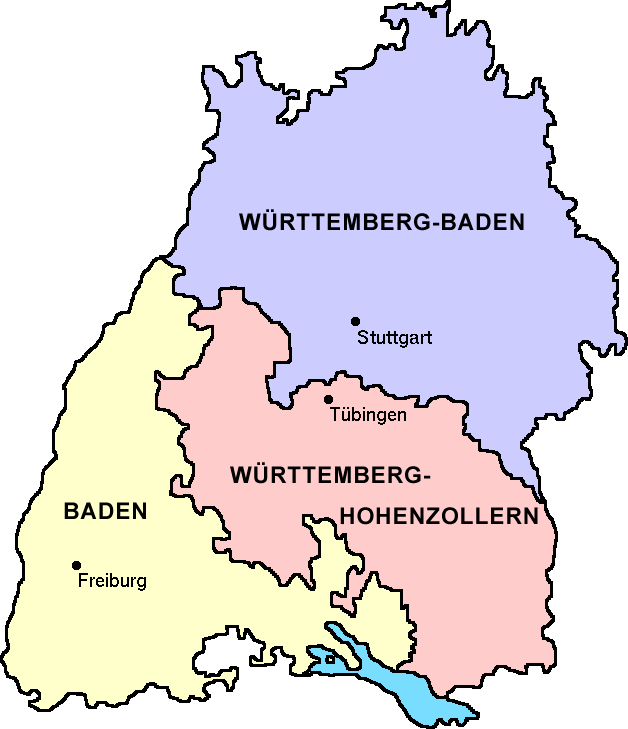
Los tres estados que se fusionaron para crear el estado de Baden-Württemberg en 1952

La Copa de Baden (en alemán: Badischer Pokal o BFV-Pokal), también conocida como Copa de Baden del Norte y por razones de patrocinio BFV-Hoepfner-Cup, es una de las 21 competiciones de copa regionales de Alemania que conforman la Copa Asociación Alemana en donde el campeón logra la clasificación a la primera ronda de la Copa de Alemania.

## Historia
La copa fue creada en 1949 luego de finalizar la Segunda Guerra Mundial por la ocupación alemana en el estado de Baden del Norte antes de anexarse a la región de Baden-Württemberg en 1952. Debido a que la parte sur del nuevo estado era ocupada por los franceses se decidió dividir al estado en tres federaciones (Baden del Sur, Württemberg y Baden) y cada una contaría con su torneo local de copa.
La copa se juega anualmente con excepción entre los años 1950 y 1956 en donde no se jugó. Las apariciones más destacadas de los equipos que han sido campeones de copa en la Copa de Alemania han sido en el año 1973/74 donde el campeón de entonces VfB Eppingen avanzó hasta la cuarta ronda donde fue eliminado 1-2 por el Hamburger SV, y en la edición de 1990/91 donde el campeón FV 09 Weinheim eliminó en la primera ronda al FC Bayern Munich 1-0.

## Formato
Los equipos profesionales no pueden participar en el torneo, por lo que los equipos pertenecientes a las 3. Liga (III), Regionalliga Süd (IV) y Oberliga Baden-Württemberg (V), Verbandsliga Nordbaden (VI) y las tres Landesligas (VII) clasifican al torneo, además de los tres mejores equipos de las competiciones locales para un total de 64 participantes.

## Ediciones anteriores
| Temporada | Sede                         | Campeón                    | Finalista                 | Resultado          | Asistencia |
| 1949–50   |                              | 1. FC Eutingen             |                           |                    |            |
| 1950–56   | no se jugó                   | no se jugó                 | no se jugó                | no se jugó         | no se jugó |
| 1956–57   |                              | VfL Neckarau               |                           |                    |            |
| 1957–58   |                              | FV Hockenheim              |                           |                    |            |
| 1958–59   |                              | FC 08 Neureut              |                           |                    |            |
| 1959–60   |                              | FV Wiesental               |                           |                    |            |
| 1960–61   |                              | Karlsruher FV              |                           |                    |            |
| 1961–62   |                              | Karlsruher FV              |                           |                    |            |
| 1962–63   |                              | FV Hockenheim              |                           |                    |            |
| 1963–64   |                              | FV Hockenheim              |                           |                    |            |
| 1964–65   |                              | Karlsruher FV              |                           |                    |            |
| 1965–66   |                              | ASV Feudenheim             |                           |                    |            |
| 1966–67   |                              | VfL Neckarau               |                           |                    |            |
| 1967–68   |                              | ASV Feudenheim             |                           |                    |            |
| 1968–69   |                              | SV Schwetzingen            |                           |                    |            |
| 1969–70   |                              | FC Germania Friedrichsfeld |                           |                    |            |
| 1970–71   |                              | FC Östringen               |                           |                    |            |
| 1971–72   |                              | VfR Mannheim               |                           |                    |            |
| 1972–73   |                              | VfB Eppingen               |                           |                    |            |
| 1973–74   |                              | VfB Eppingen               |                           |                    |            |
| 1974–75   |                              | FV 09 Weinheim             |                           |                    |            |
| 1975–76   |                              | SV Neckargerach            |                           |                    |            |
| 1976–77   |                              | SV Sandhausen              |                           |                    |            |
| 1977–78   |                              | SV Sandhausen              |                           |                    |            |
| 1978–79   |                              | FC Östringen               |                           |                    |            |
| 1979–80   |                              | FV Lauda                   |                           |                    |            |
| 1980–81   |                              | SV Sandhausen              |                           |                    |            |
| 1981–82   |                              | SV Sandhausen              |                           |                    |            |
| 1982–83   |                              | SV Sandhausen              |                           |                    |            |
| 1983–84   |                              | SV Schwetzingen            |                           |                    |            |
| 1984–85   |                              | SV Sandhausen              | FC Germania Friedrichstal |                    |            |
| 1985–86   |                              | SV Sandhausen              |                           |                    |            |
| 1986–87   |                              | 1. FC Pforzheim            |                           |                    |            |
| 1987–88   |                              | SG Heidelberg-Kirchheim    |                           |                    |            |
| 1988–89   |                              | 1. FC Pforzheim            |                           |                    |            |
| 1989–90   |                              | FV 09 Weinheim             |                           |                    |            |
| 1990–91   |                              | Karlsruher SC II           |                           |                    |            |
| 1991–92   |                              | SG Heidelberg-Kirchheim    |                           |                    |            |
| 1992–93   |                              | 1. FC Pforzheim            |                           |                    |            |
| 1993–94   |                              | Karlsruher SC II           |                           |                    |            |
| 1994–95   |                              | SV Sandhausen              |                           |                    |            |
| 1995–96   | Forst, 30-5-1996             | Karlsruher SC II           | SV Sandhausen             | 3–1                |            |
| 1996–97   | Mosbach-Neckarelz, 20-5-1997 | VfR Mannheim               | FV Lauda                  | 3–0                | 1300       |
| 1997–98   |                              | SV Waldhof Mannheim        |                           |                    |            |
| 1998–99   |                              | SV Waldhof Mannheim        |                           |                    |            |
| 1999–2000 | Mosbach-Neckarelz, 1-6-2000  | Karlsruher SC II           | FV Lauda                  | 2–0                | 2000       |
| 2000–01   | Forst, 15-5-2001             | VfR Mannheim               | Karlsruher SC             | 2–0                | 950        |
| 2001–02   | Odenheim, 22-5-2002          | TSG 1899 Hoffenheim        | 1. FC Pforzheim           | 4–0                | 1200       |
| 2002–03   | Mannheim, 27-5-2003          | TSG 1899 Hoffenheim        | SV Sandhausen             | 2–1                | 2800       |
| 2003–04   | Hoffenheim, 18-5-2004        | TSG 1899 Hoffenheim        | VfR Mannheim              | 1–0                | 1400       |
| 2004–05   | Dielheim, 2-6-2005           | TSG 1899 Hoffenheim        | SG Heidelberg-Kirchheim   | 6–0                |            |
| 2005–06   | Forst, 30-6-2006             | SV Sandhausen              | Karlsruher SC II          | 4–1 aet            | 1250       |
| 2006–07   | Sankt Leon-Rot, 5-6-2007     | SV Sandhausen              | TSG Hoffenheim            | 1–0                | 1200       |
| 2007–08   | Stutensee, 5-6-2008          | ASV Durlach                | FC Germania Forst         | 4–1                |            |
| 2008–09   | Sinsheim, 5-6-2009           | SpVgg Neckarelz            | SV Sandhausen II          | 1–0                |            |
| 2009–10   | Nöttingen, 11-5-2010         | SV Sandhausen II           | FC Nöttingen              | 2–2, (6–7 pen.)    | 1812       |
| 2010–11   | 11-5-2011                    | SV Sandhausen              | FC Nöttingen              | 1–0                |            |
| 2011–12   | Bammenthal, 23-5-2012        | FC Nöttingen               | SpVgg Neckarelz           | 4–3 pen            |            |
| 2012–13   | Forst, 15-5-2013             | Karlsruher SC              | FC Nöttingen              | 1–0                |            |
| 2013–14   | Waghäusel, 20-5-2014         | FC Astoria Walldorf        | FC Nöttingen              | 1–0                |            |
| 2014–15   | Langensteinbach, 20-5-2015   | FC Nöttingen               | SV Spielberg              | 3–2                | 3421       |
| 2015–16   | Bammental, 28-5-2016         | FC Astoria Walldorf        | SpVgg Neckarelz           | 2–0                |            |
| 2016–17   | Sinsheim, 25-5-2017          | FC Nöttingen               | SG HD-Kirchheim           | 5–0                |            |
| 2017–18   | Nöttingen, 25-5-2017         | Karlsruher SC              | 1. CfR Pforzheim          | 1–1 (aet) 4–5 pen. |            |
| 2018–19   | Karlsruhe, 26-5-2019         | Karlsruher SC              | Waldhof Mannheim          | 5–3                | 7367       |
| 2019–20   | Hoffenheim, 22-8-2020        | Waldhof Mannheim           | FC Nöttingen              | 4–1                | 0          |

- Fuente: «Nordbadische Pokalsieger» (en alemán). DSFS. Consultado el 12 de diciembre de 2008.
- Campeón en Negrita

## Títulos por equipo
| Club                       | Títulos |
| SV Sandhausen              | 121     |
| TSG 1899 Hoffenheim        | 4       |
| Karlsruher SC II           | 4       |
| VfR Mannheim               | 3       |
| 1. FC Pforzheim            | 3       |
| Karlsruher FV              | 3       |
| FV Hockenheim              | 3       |
| FC Nöttingen               | 3       |
| Karlsruher SC              | 3       |
| SV Waldhof Mannheim        | 3       |
| SG Heidelberg-Kirchheim    | 2       |
| FV 09 Weinheim             | 2       |
| SV Schwetzingen            | 2       |
| FC Östringen               | 2       |
| VfB Eppingen               | 2       |
| ASV Feudenheim             | 2       |
| VfL Neckarau               | 2       |
| FC Astoria Walldorf        | 2       |
| SpVgg Neckarelz            | 1       |
| ASV Durlach                | 1       |
| FV Lauda                   | 1       |
| SV Neckargerach            | 1       |
| FC Germania Friedrichsfeld | 1       |
| FV Wiesental               | 1       |
| FC 08 Neureut              | 1       |
| 1. FC Eutingen             | 1       |

- 1 Incluye uno ganado por el equipo filial.